# Salitrería

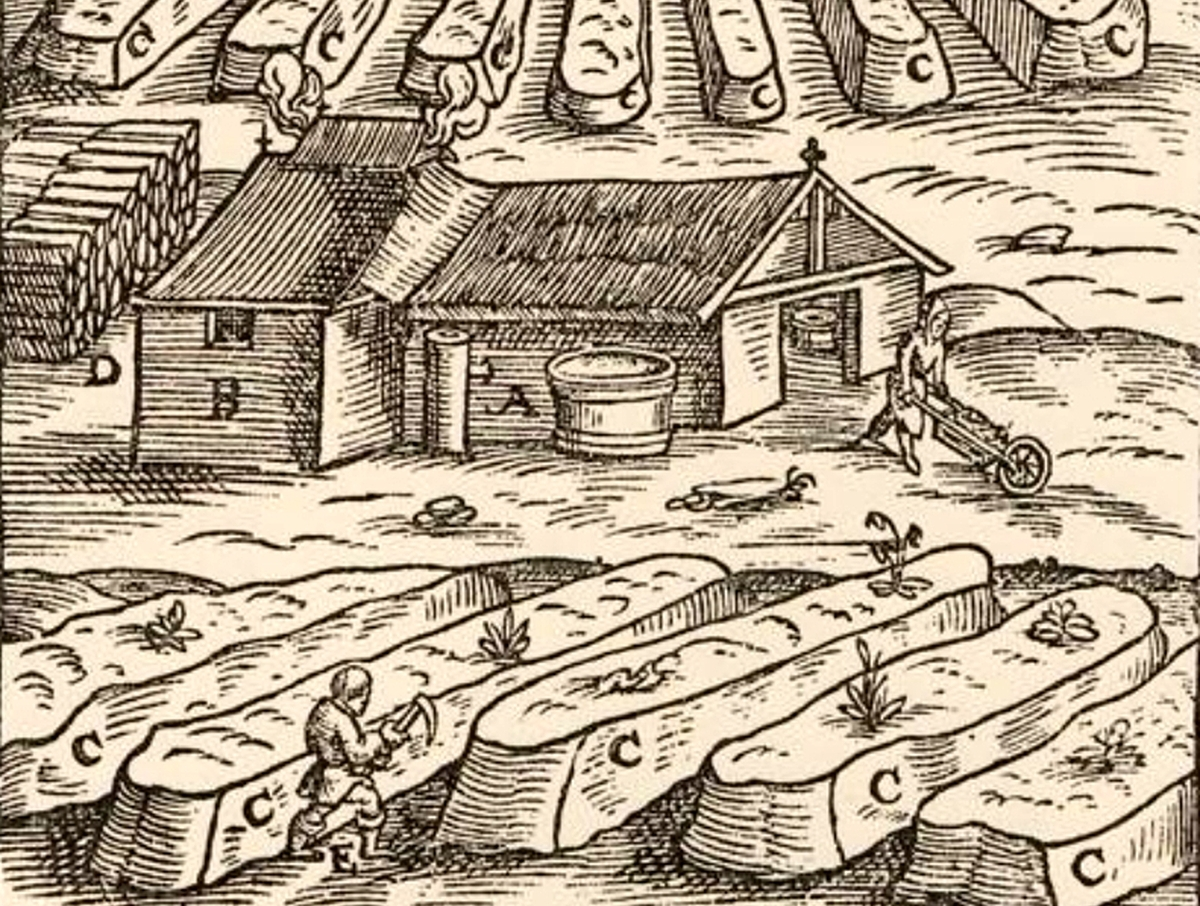
Una típica salitrería (Alemania, circa 1580) con depósitos de lixiviación (C) llenos de materias vegetales en descomposición mezcladas con excrementos. Un trabajador recoge el nitro eflorescente de los depósitos de lixiviación para pasarlo luego a ser concentrado por ebullición en las calderas de la factoría (A).

Una  salitrería  o  nitrería  es un lugar de producción de nitrato de potasio o salitre utilizado principalmente para la fabricación de la pólvora. El salitre se produce de forma natural en ciertos lugares como las cuevas del Salnitre (Collbató) conocidas desde el Neolítico - Cova del rat penat -, el guano (excrementos de murciélago) depositado a lo largo de miles de años se convirtió en salitre por lixiviación mediante el agua meteórica.

## Manufactura
El proceso consistía en enterrar excrementos (humanos o animales) en campos preparados en las salitrerías, regarlos y esperar que la lixiviación hiciera su trabajo, recogiendo al cabo de un tiempo el salitre que "salía" hacia la superficie del suelo por eflorescencia. Luego se transportaba para ser concentrado hirviéndolo en las calderas de la factoría.

## Historia
Aparte de "Montepellusanus", a lo largo del siglo XIII (y siguientes) el único suministro de salitre de toda la Europa cristiana (según "De Alquimia" en 3 manuscritos de Michael Scot, 1180-1236)  era una cierta montaña de Aragón junto al mar. .. y los propios hispanos le llaman alumen acetum activum : "Saraceni apella ipsum Borax te credunt quod sit alumen. Et in Hispania invenitur versus Argoniam in quodam monte yuxta mare ". et apella ipsum hispani alumen acetum activum ...
De hecho en 1561, Isabel I de Inglaterra al entrar en guerra con Felipe II de España, se quedó sin poder importar el salitre (del que el Reino de Inglaterra no tenía producción propia), y tuvo que pagar "300 libras oro" al capitán alemán Gerrard Honrik por las "Instructions for making salpetre to growe" (el secreto del "Feuerwerkbuch"-las nitro-)